# 青春オフサイド!女教師と熱血イレブン
青春オフサイド!女教師と熱血イレブン（せいしゅんおふさいど!おんなきょうしとねっけついれぶん）は朝日放送（ABCテレビ）が制作し、テレビ朝日系列で1993年10月19日から11月9日まで放送されたテレビドラマ。火曜ドラマリーグの第1作。
Jリーグ人気に便乗して制作されたが、低視聴率に終わった。ただし、もともと1か月（全4話）で完結する予定であったため、打ち切りだけは免れた。
同様の作品としては、『もうひとつのJリーグ（日本テレビ系列）』、『オレたちのオーレ!（MBS製作・TBS系列）』があるが、放送時期まで共通し、その全てが低視聴率を叩き出したため、前者が全11話を予定していながらの5話で、後者が半年程度を予定していながらの11話で打ち切りとなった。結果的に本作だけが全話放送した。

## キャスト
- 夏村陽子：かたせ梨乃
- 中山健一：菊池健一郎
- 葛井保夫：布施博
- 夏村耕造：丹波哲郎
- 西野明子：伊藤美奈子
- 吉野：金子賢
- 井上豪

## スタッフ
- 脚本：小林政広
- 演出：猪原達三、北川邦夫
- 制作：ABC・エースプランナーズ

## テーマ曲
- オープニング - 「抱きしめたい」（「火曜ドラマリーグ」統一主題歌）
- エンディング - 「こわれながら美しくなれ」
作詞・作曲：出口雅之　編曲：葉山たけし　歌：REV

## ネット局
| 放送対象地域  | 放送局           | 系列           | 備考                      |
| ------------- | ---------------- | -------------- | ------------------------- |
| 近畿広域圏    | 朝日放送         | テレビ朝日系列 | 制作局 現・朝日放送テレビ |
| 関東広域圏    | テレビ朝日       | テレビ朝日系列 |                           |
| 北海道        | 北海道テレビ     | テレビ朝日系列 |                           |
| 青森県        | 青森朝日放送     | テレビ朝日系列 |                           |
| 宮城県        | 東日本放送       | テレビ朝日系列 |                           |
| 秋田県        | 秋田朝日放送     | テレビ朝日系列 |                           |
| 山形県        | 山形テレビ       | テレビ朝日系列 |                           |
| 福島県        | 福島放送         | テレビ朝日系列 |                           |
| 新潟県        | 新潟テレビ21     | テレビ朝日系列 |                           |
| 長野県        | 長野朝日放送     | テレビ朝日系列 |                           |
| 静岡県        | 静岡朝日テレビ   | テレビ朝日系列 | [ 注 1 ]                  |
| 石川県        | 北陸朝日放送     | テレビ朝日系列 |                           |
| 中京広域圏    | 名古屋テレビ     | テレビ朝日系列 |                           |
| 広島県        | 広島ホームテレビ | テレビ朝日系列 |                           |
| 山口県        | 山口朝日放送     | テレビ朝日系列 | [ 注 2 ]                  |
| 香川県 岡山県 | 瀬戸内海放送     | テレビ朝日系列 |                           |
| 福岡県        | 九州朝日放送     | テレビ朝日系列 |                           |
| 長崎県        | 長崎文化放送     | テレビ朝日系列 |                           |
| 熊本県        | 熊本朝日放送     | テレビ朝日系列 |                           |
| 大分県        | 大分朝日放送     | テレビ朝日系列 | [ 注 2 ]                  |
| 鹿児島県      | 鹿児島放送       | テレビ朝日系列 |                           |